# Incident aeri entre Turquia i Rússia de 2015
El 24 de novembre de 2015 es va produir un incident aeri entre Turquia i Rússia en el qual un bombarder Sukhoi Su-24 rus fou abatut per part d'un caça F-16 de la Força Aèria Turca, prop de la frontera entre aquest país i Síria. Segons Turquia, l'avió fou atacat per haver entrat a l'espai aeri turc i haver penetrat fins a 2.19 quilòmetres en el seu territori, en un període de 17 segons, després d'haver estat advertit deu vegades en cinc minuts. El govern turc també va dir que desconeixia la nacionalitat de l'avió en el moment de l'incident. El ministre de Defensa rus va negar que l'avió hagués abandonat l'espai aeri sirià, explicant que, a més, les dades provinents del satèl·lit mostraven que el Sukhoi es trobava a 1.000 metres de la frontera quan fou abatut. Un alt càrrec dels Estats Units, anònimament, va exposar que l'avió rus havia estat abatut en l'espai aeri sirià després d'haver ocupat espai aeri turc durant dos o tres segons; el portaveu nord-americà a l'Iraq, el coronel Steve Warren, va declarar que s'havia avisat a l'avió rus abans de disparar. El president Vladímir Putin va dir que Rússia havia informat del pla de vol del bombarder a l'administració americana abans d'enlairar-se, afirmació que fou negada per part d'alts càrrecs estatunidencs.
El pilot rus i l'oficial encarregat dels sistemes armamentístics van aconseguir saltar de l'aparell; el segon fou rescatat, mentre que el primer fou disparat i assassinat mentre queia amb paracaigudes per part de rebels sirians d'origen turc. Un infant de marina rus de l'equip de recerca i rescat envia't per recuperar als dos tripulants del Su-24 també va morir quan l'helicòpter de rescat en el qual viatjava fou atacat pels rebels. L'abatiment del bombarder rus fou el primer incident d'aquest tipus en què un estat membre de l'OTAN abatia un aparell de la Força Aèria Russa o de la Força Aèria Soviètica. Després de l'incident, Rússia va reaccionar amb el desplagament del creuer equipat amb míssils teledirigits Moskva, armat amb míssils terra-aire S-300F (SA-N-6 Grumble), que va situar a Latakia, a la costa siriana i sistemes mòbils SAM S-400 (SA-21 Growler), que va situar a la Base Aèria de Khmeimim.